# Piasites carinatus
Piasites carinatus är en stekelart som beskrevs av André Seyrig 1952. Piasites carinatus ingår i släktet Piasites och familjen brokparasitsteklar. Inga underarter finns listade i Catalogue of Life.